# Marotiri

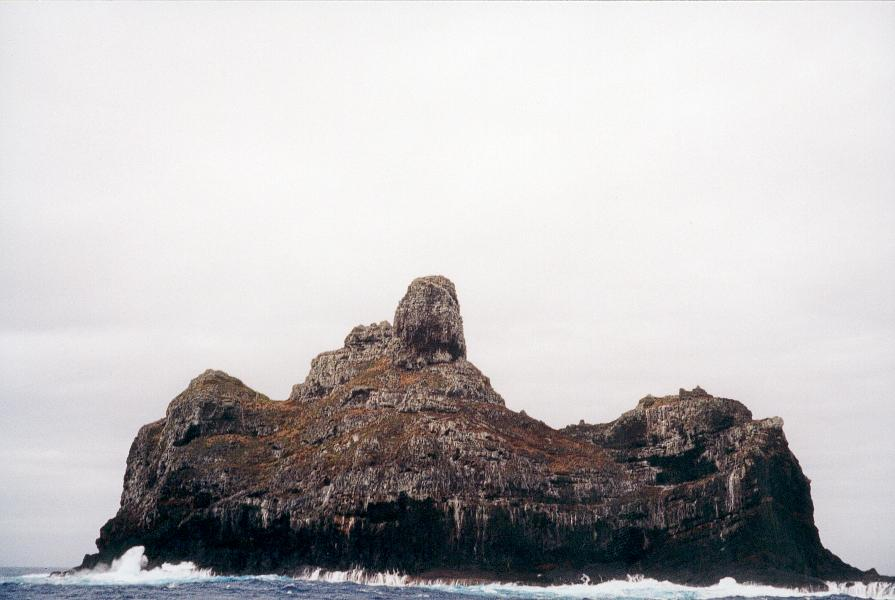
Isolotto meridionale di Marotiri.

Marotiri è un gruppo di quattro isolotti disabitati (e di diversi scogli sommersi), all'estremità sud-orientale delle  Isole Australi nella Polinesia francese. Questo gruppo è noto anche come Cuatro-Coronados ma anche isolotti di Bass, probabilmente dal nome del navigatore inglese George Bass che li scoprì nel 1800. Gli isolotti sono amministrativamente annessi al comune di Rapa. Sono molto isolati, a 75 km dall'isola di Rapa.